# Lijst van vlaggen van Slowaakse gemeenten
Dit artikel bevat een lijst van vlaggen van Slowaakse gemeenten. Vanwege het (potentieel) grote aantal, worden ze hier niet getoond. Dit lijst toont alleen vlaggen van steden met meer dan 5.000 inwoners.

Bánovce nad Bebravou
Banská Bystrica
Banská Štiavnica
Bardejov
Bojnice
Bratislava: Vlag
Brezno
Brezová pod Bradlom
Bytča
Čadca
Detva
Dolný Kubín
Dubnica nad Váhom
Dunajská Streda
Fiľakovo
Galanta
Gbely
Gelnica
Handlová
Hlohovec
Hnúšťa
Holíč
Hriňová
Humenné
Hurbanovo
Ilava
Kežmarok
Kolárovo
Komárno
Košice
Kráľovský Chlmec
Krásno nad Kysucou
Kremnica
Krompachy
Krupina
Kysucké Nové Mesto
Levice
Levoča
Lipany
Liptovský Hrádok
Liptovský Mikuláš
Lučenec
Malacky
Martin
Medzilaborce
Michalovce
Modra
Moldava nad Bodvou
Myjava
Námestovo
Nemšová
Nitra
Nová Baňa
Nová Dubnica
Nové Mesto nad Váhom
Nové Zámky
Partizánske
Pezinok
Piešťany
Poltár
Poprad
Považská Bystrica
Prešov
Prievidza
Púchov
Rajec
Revúca
Rimavská Sobota
Rožňava
Ružomberok
Sabinov
Šahy
Šaľa
Šamorín
Šaštín-Stráže
Sečovce
Senec
Senica
Sereď
Skalica
Sládkovičovo
Snina
Sobrance
Spišská Belá
Spišská Nová Ves
Stará Ľubovňa
Stará Turá
Stropkov
Stupava
Štúrovo
Šurany
Svidník
Svit
Topoľčany
Tornaľa
Trebišov
Trenčín
Trnava
Trstená
Turčianske Teplice
Turzovka
Tvrdošín
Veľké Kapušany
Veľký Krtíš
Veľký Meder
Vráble
Vranov nad Topľou
Vrbové
Vrútky
Vysoké Tatry
Žarnovica
Želiezovce
Žiar nad Hronom
Žilina
Zlaté Moravce
Zvolen

Andorra · Armenië · België · Bosnië en Herzegovina · Brazilië · Bulgarije · Canada · Chili · Colombia · Costa Rica · Denemarken · Duitsland · El Salvador · Estland · Frankrijk · Georgië · Indonesië · Italië · Kroatië · Letland · Liechtenstein · Litouwen · Luxemburg · Malta · Mexico · Montenegro · Nederland · Noord-Macedonië · Noorwegen · Oekraïne · Oostenrijk · Polen · Portugal · Roemenië · Rusland · San Marino · Servië · Slowakije · Spanje · Tsjechië · Venezuela · Verenigd Koninkrijk · Verenigde Staten · Wit-Rusland · Zimbabwe · Zwitserland
Historisch: België · Nederland
Zie ook: Vlaggenlijsten (per land) · Vlaggen van afhankelijke gebieden · Vlaggen van subnationale entiteiten (per land) · Lijst van vlaggen van hoofdsteden